# Демби-Янішевські
Демби-Янішевські (пол. Dęby Janiszewskie) — село в Польщі, у гміні Любранець Влоцлавського повіту Куявсько-Поморського воєводства.
Населення — 74 особи (2011).
У 1975-1998 роках село належало до Влоцлавського воєводства.

## Демографія
Демографічна структура станом на 31 березня 2011 року:
|          | Загалом | Допрацездатний вік | Працездатний вік | Постпрацездатний вік |
| -------- | ------- | ------------------ | ---------------- | -------------------- |
| Чоловіки | 35      | 3                  | 28               | 4                    |
| Жінки    | 39      | 7                  | 20               | 12                   |
| Разом    | 74      | 10                 | 48               | 16                   |